# Шлоттербек, Нико
Нико Седрик Шлоттербек (нем. Nico Cedric Schlotterbeck; род. 1 декабря 1999, Вайблинген, Баден-Вюртемберг) — немецкий футболист, защитник клуба «Боруссия Дортмунд» и национальной сборной Германии. Участник чемпионата мира 2022 и чемпионата Европы 2024 годов.
Родной брат Нико Кевен — тоже профессиональный футболист.

## Клубная карьера

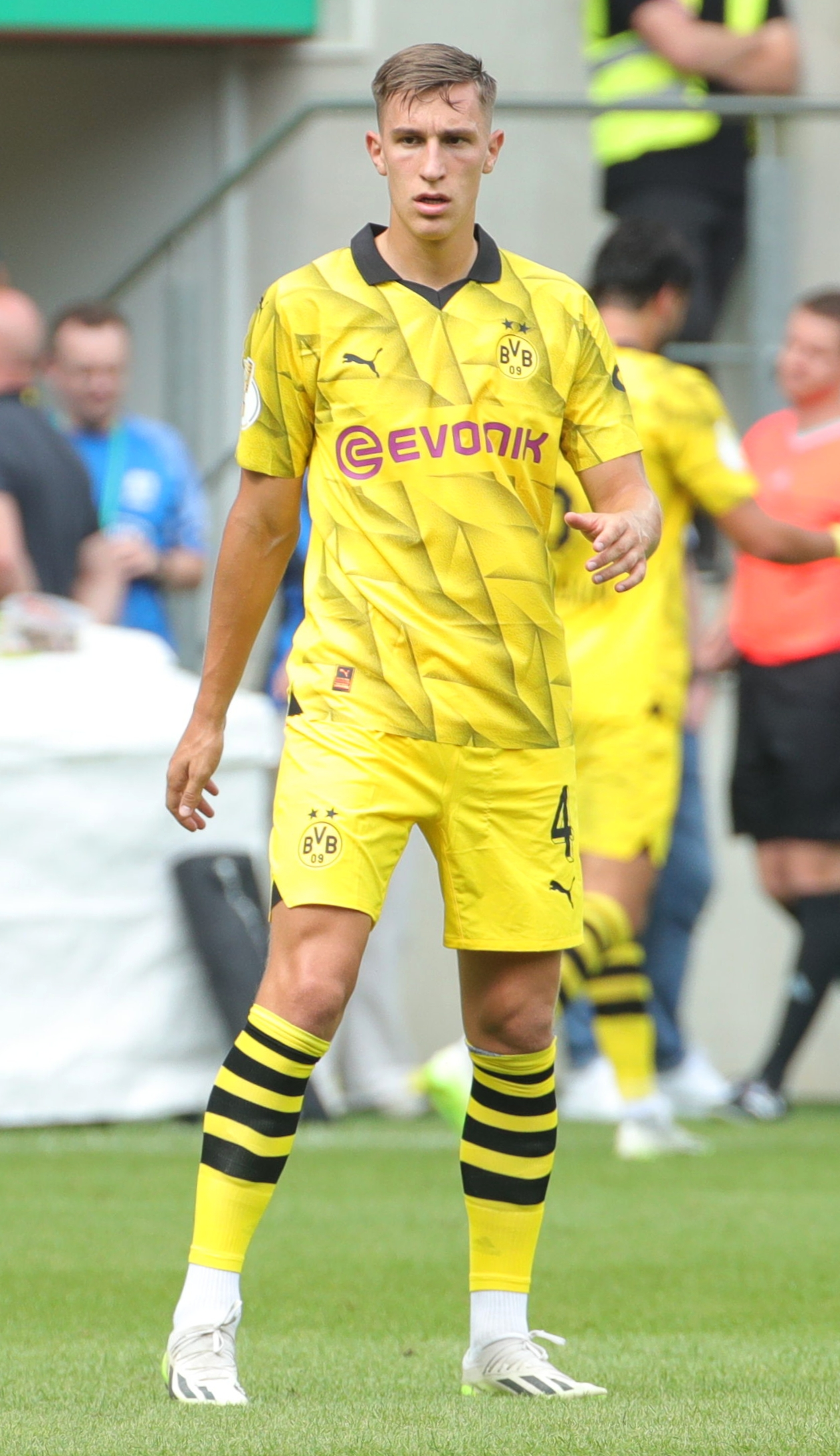
Шлоттербек в составе дортмундской «Боруссии»

Ранние годы, «Фрайбург», дебют в Бундеслиге
Шлоттербек играл в молодёжных командах «Вайнштадта», «Штуттгартер Кикерс», «Аалена», «Карлсруэ» и «Фрайбурга». Дебют Нико на взрослом уровне состоялся в сезоне 2018/19, когда он провёл 23 матча за «Фрайбург II» в Региональлиге Юго-Запад. В том же сезоне, 9 марта 2019 года в матче против берлинской «Герты» он дебютировал в Бундеслиге, всего проведя 4 матча в своём первом сезоне в высшей лиге. В сезоне 2019/20 Шлоттербека окончательно перевели в первую команду «Фрайбурга», и он провёл всего 1 игру за дубль, выйдя на поле за основную команду 13 раз. В сезоне 2020/21 Шлоттербек на правах аренды на год перешёл в «Унион» Берлин. 26 сентября в матче против мёнхенгладбахской «Боруссии» он дебютировал за новый клуб. В этом же поединке Нико забил свой первый гол за «Унион». Тем не менее, получить постоянную игровую практику помешали несколько травм. По окончании аренды игрок вернулся во «Фрайбург», где в сезоне 21/22 провёл 32 из 34 возможных игр Бундеслиги, выйдя с «Фрайбургом» в финал кубка Германии.
«Боруссия»
Летом 2022 года Шлоттербек перешёл в дортмундскую «Боруссию» и подписал контракт с новым клубом до 2027 года. 6 августа в матче против леверкузенского «Байера» он дебютировал за новую команду. 11 ноября в поединке против мёнхенгладбахской «Боруссии» Нико забил свой первый гол за клуб. В 2024 году он помог клубу выйти в финал Лиги чемпионов.

## Международная карьера

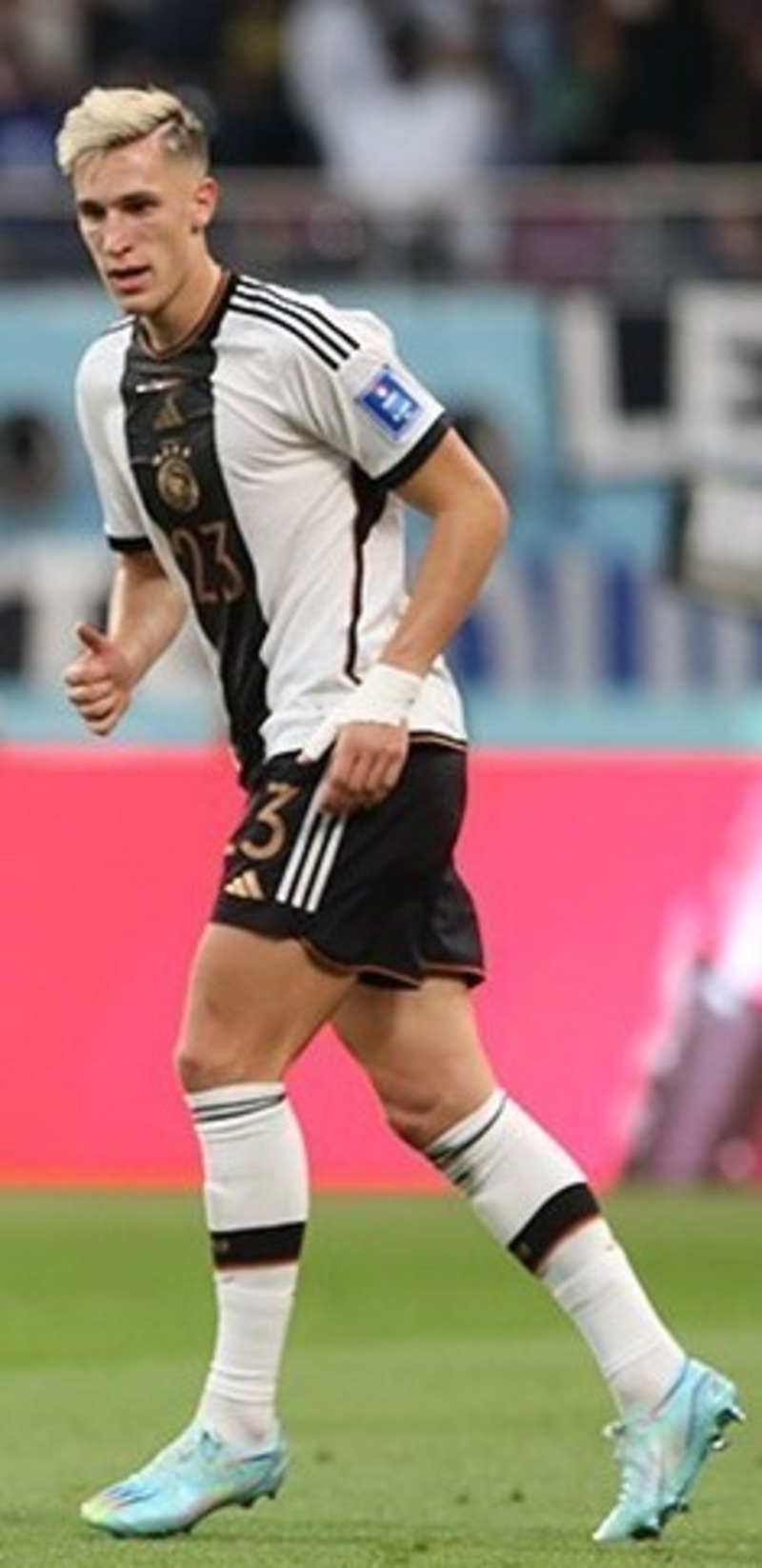
Шлоттербек в составе сборной Германии

В 2021 году в составе молодёжной сборной Германии Шлоттербек стал победителем молодёжного чемпионата Европы в Венгрии и Словении. На турнире он сыграл в матчах против команд Дании, Венгрии, Нидерландов, Румынии, Нидерландов и Португалии.
26 марта 2022 года в товарищеском матче против сборной Израиля Шлоттербек дебютировал за сборную Германии по футболу.
В 2022 году Нико принял участие в чемпионате мира 2022 в Катаре. На турнире он сыграл в матчах против сборных Японии, Испании и Японии.
В 2024 году Шлоттербек принял участие в домашнем чемпионате Европы. На турнире он сыграл в матчах против сборных Швейцарии и Дании.

## Достижения

### Командные
Фрайбург (до 19)
- Победитель молодёжного чемпионата Германии до 19 лет: 2017/18

Германия (до 21)
- Победитель молодёжного чемпионата Европы: 2021

### Личные
- Входит в состав символической команды сезона в Бундеслиге: 2021/22, 2022/23[20]